# Lake Newland Conservation Park
Lake Newland Conservation Park är en park i Australien. Den ligger i delstaten South Australia, omkring 380 kilometer nordväst om delstatshuvudstaden Adelaide.
Trakten runt Lake Newland Conservation Park är nära nog obefolkad, med mindre än två invånare per kvadratkilometer.. Det finns inga samhällen i närheten.
Trakten runt Lake Newland Conservation Park består till största delen av jordbruksmark. Genomsnittlig årsnederbörd är 431 millimeter. Den regnigaste månaden är juni, med i genomsnitt 90 mm nederbörd, och den torraste är oktober, med 10 mm nederbörd.